# Quyền LGBT ở Abkhazia
Quyền LGBT ở Abkhazia phải đối mặt với những thách thức pháp lý mà những người không phải LGBT không gặp phải.